# Nicholls Colonels

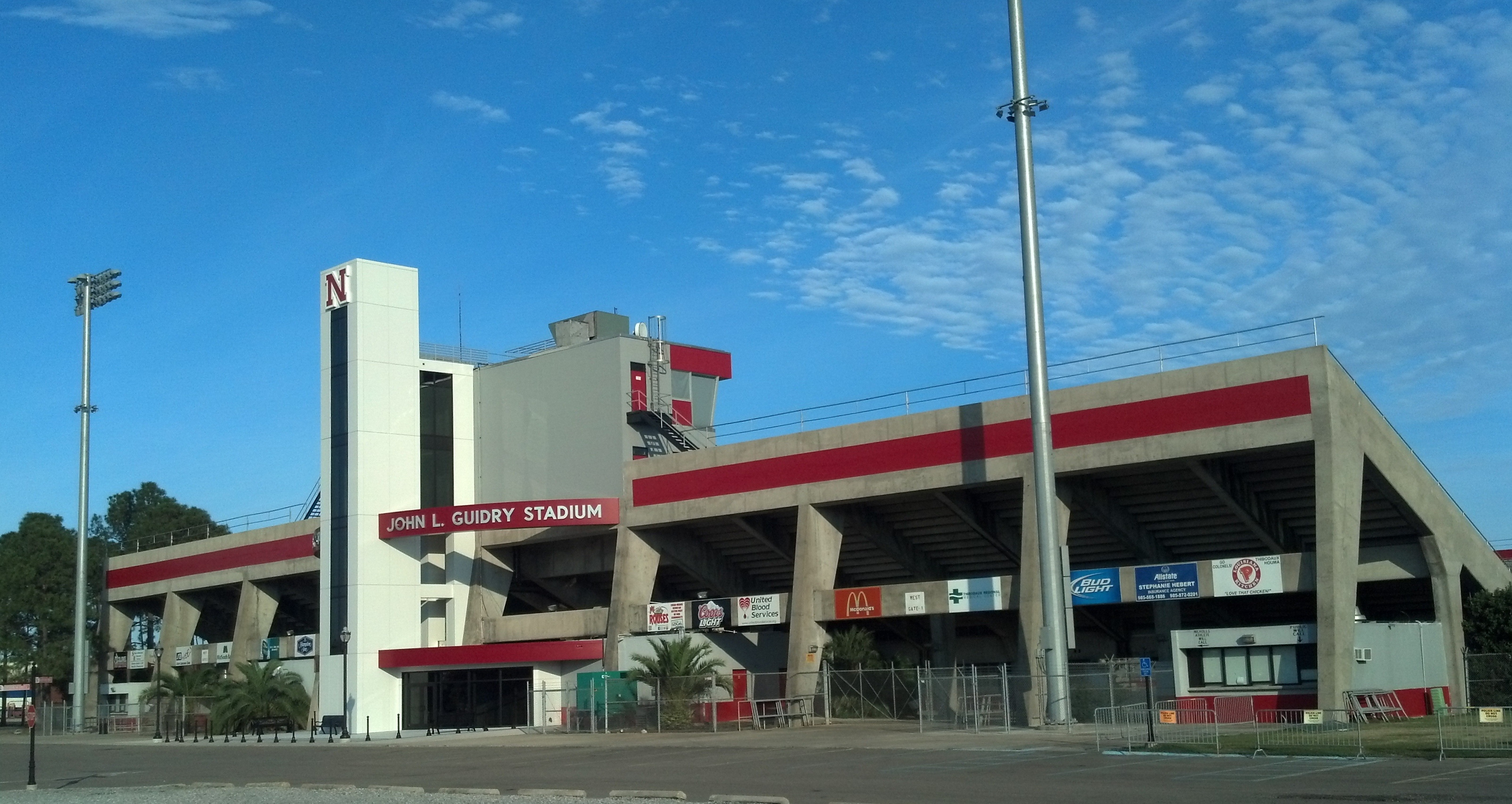
Manning Field en el John L Guidry Stadium.

Nicholls Colonels (español: los Coroneles de la Estatal Nicholls) es el nombre de los equipos deportivos de la Universidad Estatal Nicholls, situada en Thibodaux, Luisiana. Los equipos de los Colonels participan en las competiciones universitarias organizadas por la NCAA, y forman parte de la Southland Conference desde 1991.

## Programa deportivo
Los Colonels compiten en 6 deportes masculinos y en 9 femeninos:
| - Masculino - Baloncesto - Béisbol - Cross - Fútbol americano - Golf - Tenis | - Femenino - Atletismo - Atletismo cubierta - Baloncesto - Cross - Fútbol - Sóftbol - Tenis - Voleibol - Voleibol de playa |

## Campeonatos
Campeonatos de conferencia
- Béisbol
Temporada regular: 1974, 1976, 1984, 1985
Torneo: 1984, 1998
- Baloncesto femenino
Torneo: 2018
- Baloncesto masculino
Temporada regular: 1976, 1979, 1995, 1998, 2018
Torneo: 1995, 1998
- Fútbol americano
1975, 1984, 2005, 2018
- Sóftbol
Temporada regular: 1992, 1994-1996, 2019
Torneo: 1996, 1997

## Instalaciones deportivas
- Moody Coliseum es el pabellón donde disputan sus partidos los equipos de baloncesto. Tiene una capacidad para 3.800 espectadores, y fue inaugurado en 1970, y remozado en 2014.[1]
- Manning Field at John L. Guidry Stadium, es el estadio donde disputa sus encuentros el equipo de fútbol americano. Fue inaugurado en 1972 y tiene una capacidad para 10.500 espectadores.[2]